# Poeae
Tribu
Les Poeae sont une tribu de plantes monocotylédones de la famille des Poaceae (graminées), sous-famille des Pooideae .
Cette tribu est la plus importante de cette famille avec environ 2800 espèces et 118 genres.
Elle comprend beaucoup de plantes cultivées comme plantes fourragères ou pour créer des pelouses.

## Liste des sous-tribus
Selon GRIN :
- Agrostidinae
- Airinae
- Alopecurinae
- Ammochloinae
- Aveninae
- Brizinae
- Cinninae
- Coleanthinae
- Cynosurinae
- Dactylidinae
- Loliinae
- Miborinae
- Miliinae
- Parapholiinae
- Phalaridinae
- Poinae
- Puccinelliinae
- Scolochloinae
- Scribneriinae
- Sesleriinae
- Torreyochloinae

## Liste des sous-tribus, genres, sous-genres, espèces et sous-espèces
Selon NCBI (13 juin 2016) :
- sous-tribu des Alopecurinae
- sous-tribu des Aveninae
  - genre Arrhenatherum
    - Arrhenatherum album
      - variété Arrhenatherum album var. album
      - variété Arrhenatherum album var. erianthum

    - Arrhenatherum calderae
    - Arrhenatherum elatius
      - sous-espèce Arrhenatherum elatius subsp. baeticum
      - sous-espèce Arrhenatherum elatius subsp. bulbosum
      - sous-espèce Arrhenatherum elatius subsp. elatius
      - sous-espèce Arrhenatherum elatius subsp. sardoum

    - Arrhenatherum kotschyi
    - Arrhenatherum nebrodense
    - Arrhenatherum palaestinum

  - genre Avellinia
    - Avellinia michelii

  - genre Avena
    - Avena abyssinica
    - Avena agadiriana
    - Avena atlantica
    - Avena atlantica × Avena hirtula
    - Avena barbata
      - sous-espèce Avena barbata subsp. barbata

    - Avena brevis
    - Avena byzantina
    - Avena canariensis
    - Avena clauda
    - Avena damascena
    - Avena eriantha
    - Avena fatua
      - variété Avena fatua var. glabrata

    - Avena hirtula
    - Avena hispanica
    - Avena insularis
    - Avena longiglumis
    - Avena lusitanica
    - Avena macrostachya
    - Avena magna
    - Avena maroccana
    - Avena murphyi
    - Avena nuda
    - Avena occidentalis
    - Avena prostrata
    - Avena sativa
    - Avena sterilis
      - sous-espèce Avena sterilis subsp. ludoviciana

    - Avena strigosa
    - Avena strigosa × Avena wiestii
    - Avena vaviloviana
    - Avena ventricosa
    - Avena wiestii

  - genre Gaudinia
    - Gaudinia coarctata
    - Gaudinia fragilis
    - Gaudinia hispanica

  - genre Graphephorum
    - Graphephorum melicoides
    - Graphephorum wolfii

  - genre Helictotrichon
    - Helictotrichon austroibericum
    - Helictotrichon cantabricum
    - Helictotrichon convolutum
    - Helictotrichon decorum
    - Helictotrichon desertorum
      - sous-espèce Helictotrichon desertorum subsp. altaicum

    - Helictotrichon elongatum
    - Helictotrichon fedtschenkoi
    - Helictotrichon filifolium
      - sous-espèce Helictotrichon filifolium subsp. filifolium

    - Helictotrichon hideoi
    - Helictotrichon hissaricum
    - Helictotrichon krylovii
    - Helictotrichon leianthum
    - Helictotrichon mongolicum
    - Helictotrichon mortonianum
    - Helictotrichon pallens
    - Helictotrichon parlatorei
    - Helictotrichon requienii
    - Helictotrichon sarracenorum
    - Helictotrichon sedenense
      - sous-espèce Helictotrichon sedenense subsp. sedenense

    - Helictotrichon sempervirens
    - Helictotrichon setaceum
      - sous-espèce Helictotrichon setaceum subsp. petzense
      - sous-espèce Helictotrichon setaceum subsp. setaceum

    - Helictotrichon sulcatum
    - Helictotrichon thorei
    - Helictotrichon tianschanicum
    - Helictotrichon tibeticum
    - Helictotrichon × krischae

  - genre Koeleria
    - Koeleria albescens
    - Koeleria asiatica
    - Koeleria capensis
    - Koeleria castellana
    - Koeleria caudata
    - Koeleria crassipes
    - Koeleria dasyphylla
    - Koeleria digorica
    - Koeleria lobata
    - Koeleria loweana
    - Koeleria macrantha
    - Koeleria pyramidata
    - Koeleria splendens
    - Koeleria vallesiana
      - sous-espèce Koeleria vallesiana subsp. castellana

  - genre Lagurus
    - Lagurus ovatus

  - genre Parafestuca
    - Parafestuca albida

  - genre Peyritschia
    - Peyritschia deyeuxioides
    - Peyritschia koelerioides
    - Peyritschia pringlei

  - genre Rostraria
    - Rostraria azorica
    - Rostraria cristata
    - Rostraria hispida
    - Rostraria litorea
    - Rostraria obtusiflora
    - Rostraria pubescens
    - Rostraria pumila
    - Rostraria salzmannii

  - genre Sphenopholis
    - Sphenopholis intermedia
    - Sphenopholis nitida
    - Sphenopholis obtusata
    - Sphenopholis pensylvanica

  - genre Tricholemma
    - Tricholemma jahandiezii

  - genre Trisetaria
    - Trisetaria loeflingiana
    - Trisetaria panicea

  - genre Trisetum
    - Trisetum baregense
    - Trisetum bifidum
    - Trisetum cernuum
      - sous-espèce Trisetum cernuum subsp. canescens

    - Trisetum drucei
    - Trisetum dufourei
    - Trisetum flavescens
    - Trisetum glaciale
    - Trisetum gracile
    - Trisetum hispidum (sv)
    - Trisetum myrianthum
    - Trisetum ovatum
    - Trisetum sibiricum
    - Trisetum spicatum
      - sous-espèce Trisetum spicatum subsp. ovatipaniculatum
      - sous-espèce Trisetum spicatum subsp. spicatum

    - Trisetum tenellum
    - Trisetum turcicum
    - Trisetum viride
    - Trisetum youngii
- non-classé Poeae Chloroplast Group 1 (Aveneae type)
  - sous-tribu des Agrostidinae
    - genre Agrostis
      - Agrostis alba
      - Agrostis alpina
      - Agrostis botelhoi
      - Agrostis canina
      - Agrostis capillaris
      - Agrostis castellana
      - Agrostis clavata
        - variété Agrostis clavata var. nukabo

      - Agrostis congestiflora
      - Agrostis curtisii
      - Agrostis elliotii
      - Agrostis exarata
      - Agrostis gigantea
      - Agrostis gigantea × Agrostis stolonifera
      - Agrostis gracililaxa
      - Agrostis hyemalis
      - Agrostis idahoensis
      - Agrostis imbecilla
      - Agrostis imberbis
      - Agrostis kudoi
      - Agrostis magellanica
      - Agrostis mertensii
      - Agrostis meyenii
      - Agrostis muelleriana
      - Agrostis muscosa
      - Agrostis pallens
      - Agrostis pallescens
      - Agrostis perennans
      - Agrostis personata
      - Agrostis petriei
      - Agrostis producta
      - Agrostis rupestris
      - Agrostis scabra
      - Agrostis schraderiana
      - Agrostis stolonifera
        - variété Agrostis stolonifera var. palustris

      - Agrostis tenerrima
      - Agrostis tolucensis
      - Agrostis transcaspica
      - Agrostis vinealis

    - genre Ammophila
      - Ammophila arenaria
        - sous-espèce Ammophila arenaria subsp. arundinacea

      - Ammophila breviligulata
      - Ammophila champlainensis

    - genre Calamagrostis
      - Calamagrostis angustifolia
      - Calamagrostis anthoxanthoides
        - sous-espèce Calamagrostis anthoxanthoides subsp. laguroides

      - Calamagrostis arundinacea
      - Calamagrostis avenoides
      - Calamagrostis brevifolia
      - Calamagrostis breweri
      - Calamagrostis cainii
      - Calamagrostis canadensis
        - variété Calamagrostis canadensis var. langsdorffii

      - Calamagrostis canescens
      - Calamagrostis coahuilensis
      - Calamagrostis deschampsioides
      - Calamagrostis divaricata
      - Calamagrostis effusa
      - Calamagrostis epigeios
      - Calamagrostis erectifolia
      - Calamagrostis eriantha
      - Calamagrostis filifolia
      - Calamagrostis holmii
      - Calamagrostis howellii
      - Calamagrostis lahulensis
      - Calamagrostis lapponica
      - Calamagrostis macrolepis
      - Calamagrostis minima
      - Calamagrostis muiriana
      - Calamagrostis perplexa
      - Calamagrostis phragmitoides
      - Calamagrostis pickeringii
      - Calamagrostis poaeoides
      - Calamagrostis pringlei
      - Calamagrostis pseudophragmites
      - Calamagrostis purpurascens
        - sous-espèce Calamagrostis purpurascens subsp. purpurascens

      - Calamagrostis purpurea
      - Calamagrostis quadriseta
      - Calamagrostis rigida
      - Calamagrostis rivalis
      - Calamagrostis rubescens
      - Calamagrostis rupestris
      - Calamagrostis scopulorum
      - Calamagrostis scotica
      - Calamagrostis stricta
        - sous-espèce Calamagrostis stricta subsp. inexpansa
        - sous-espèce Calamagrostis stricta subsp. stricta

      - Calamagrostis tarmensis
      - Calamagrostis tolucensis
      - Calamagrostis valida
      - Calamagrostis varia
      - Calamagrostis vicunarum
      - Calamagrostis villosa
      - Calamagrostis vulcanica
      - Calamagrostis × acutiflora

    - genre Chaetopogon
      - Chaetopogon fasciculatus

    - genre Deyeuxia
      - Deyeuxia angustifolia
      - Deyeuxia arundinacea
        - variété Deyeuxia arundinacea var. laxiflora

      - Deyeuxia aucklandica
      - Deyeuxia lacustris

    - genre Dichelachne
      - Dichelachne crinita
      - Dichelachne inaequiglumis
      - Dichelachne lautumia
      - Dichelachne micrantha
      - Dichelachne rara

    - genre Echinopogon
      - Echinopogon caespitosus
      - Echinopogon ovatus

    - genre Gastridium
      - Gastridium ventricosum

    - genre Lachnagrostis
      - Lachnagrostis adamsonii
      - Lachnagrostis ammobia
      - Lachnagrostis billardierei
      - Lachnagrostis filiformis
      - Lachnagrostis leptostachys
      - Lachnagrostis littoralis
        - sous-espèce Lachnagrostis littoralis subsp. littoralis
        - sous-espèce Lachnagrostis littoralis subsp. salaria

      - Lachnagrostis tenuis
      - Lachnagrostis uda

    - genre Limnodea
      - Limnodea arkansana

    - genre Neoschischkinia
      - Neoschischkinia truncatula
        - sous-espèce Neoschischkinia truncatula subsp. durieui

    - genre Pentapogon
      - Pentapogon quadrifidus

    - genre Podagrostis
      - Podagrostis thurberiana

    - genre Polypogon
      - Polypogon australis
      - Polypogon fugax
      - Polypogon maritimus
      - Polypogon monspeliensis
      - Polypogon viridis

    - genre Triplachne
      - Triplachne nitens

    - genre ×Agropogon
      - ×Agropogon lutosus

    - genre ×Calammophila
      - ×Calammophila baltica

  - sous-tribu des Anthoxanthinae
    - genre Anthoxanthum
      - Anthoxanthum alpinum
      - Anthoxanthum amarum
      - Anthoxanthum angustum
      - Anthoxanthum arcticum
      - Anthoxanthum aristatum
      - Anthoxanthum australe
      - Anthoxanthum dregeanum
      - Anthoxanthum ecklonii
      - Anthoxanthum glabrum
      - Anthoxanthum gracile
      - Anthoxanthum hirtum
        - sous-espèce Anthoxanthum hirtum subsp. arcticum

      - Anthoxanthum hookeri
      - Anthoxanthum horsfieldii
      - Anthoxanthum laxum
      - Anthoxanthum madagascariense
      - Anthoxanthum maderense
      - Anthoxanthum mexicanum
      - Anthoxanthum monticola
        - sous-espèce Anthoxanthum monticola subsp. alpinum
        - sous-espèce Anthoxanthum monticola subsp. orthanthum

      - Anthoxanthum nipponicum
      - Anthoxanthum nitens
      - Anthoxanthum nivale
      - Anthoxanthum occidentale
      - Anthoxanthum odoratum
        - sous-espèce Anthoxanthum odoratum subsp. odoratum

      - Anthoxanthum ovatum
      - Anthoxanthum puelii
      - Anthoxanthum rariflorum
      - Anthoxanthum redolens
      - Anthoxanthum repens
      - Anthoxanthum siamense
      - Anthoxanthum tongo

    - genre Hierochloe
      - Hierochloe brunonis
      - Hierochloe equiseta
      - Hierochloe fusca
      - Hierochloe novae-zelandiae
      - Hierochloe ochotensis
      - Hierochloe sachalinensis
      - Hierochloe sibirica

  - sous-tribu des Brizinae
    - genre Airopsis
      - Airopsis tenella

    - genre Briza
      - Briza elatior
      - Briza humilis
      - Briza macrostachya
      - Briza marcowiczii
      - Briza maxima
      - Briza media
      - Briza minor

  - sous-tribu des Calothecinae
    - genre Calotheca
    - genre Chascolytrum
      - Chascolytrum ambiguum
      - Chascolytrum bidentatum
      - Chascolytrum brachychaetum
      - Chascolytrum brasiliense
      - Chascolytrum brizoides
      - Chascolytrum bulbosum
      - Chascolytrum calotheca
      - Chascolytrum erectum
      - Chascolytrum itatiaiae
      - Chascolytrum juergensii
      - Chascolytrum koelerioides
      - Chascolytrum lamarckianum
      - Chascolytrum monandrum
      - Chascolytrum paleapiliferum
      - Chascolytrum parodianum
      - Chascolytrum poomorphum
      - Chascolytrum rufum
        - variété Briza rufa var. rufa
        - variété Briza rufa var. sparsipilosa

      - Chascolytrum scabrum
      - Chascolytrum subaristatum
      - Chascolytrum uniolae

    - genre Erianthecium
    - genre Gymnachne
    - genre Relchela
      - Relchela panicoides

  - sous-tribu des Phalaridinae
    - genre Phalaris
      - Phalaris amethystina
      - Phalaris angusta
      - Phalaris aquatica
      - Phalaris arundinacea
        - variété Phalaris arundinacea var. arundinacea

      - Phalaris brachystachys
      - Phalaris caesia
      - Phalaris californica
      - Phalaris canariensis
      - Phalaris caroliniana
      - Phalaris coerulescens
      - Phalaris lemmonii
      - Phalaris lindigii
      - Phalaris maderensis
      - Phalaris minor
      - Phalaris paradoxa
      - Phalaris peruviana
      - Phalaris platensis
      - Phalaris rotgesii
      - Phalaris truncata

  - sous-tribu des Torreyochloinae
    - genre Amphibromus
      - Amphibromus fluitans
      - Amphibromus neesii
      - Amphibromus scabrivalvis

    - genre Torreyochloa
      - Torreyochloa pallida
        - variété Torreyochloa pallida var. fernaldii
        - variété Torreyochloa pallida var. pauciflora
- non-classé Poeae Chloroplast Group 2 (Poeae type)
  - sous-tribu des Airinae
    - genre Aira
      - Aira caryophyllea
      - Aira cupaniana
      - Aira elegantissima
        - sous-espèce Aira elegantissima subsp. elegantissima

      - Aira praecox

    - genre Antinoria
      - Antinoria agrostidea

    - genre Avenella
      - Avenella flexuosa

    - genre Corynephorus
      - Corynephorus canescens

    - genre Helictochloa
      - Helictochloa adsurgens
        - sous-espèce Helictochloa adsurgens subsp. adsurgens

      - Helictochloa aetolica
      - Helictochloa agropyroides
      - Helictochloa albinervis
      - Helictochloa armeniaca
      - Helictochloa blaui
      - Helictochloa bromoides
      - Helictochloa cincinnata
      - Helictochloa cintrana
      - Helictochloa compressa
      - Helictochloa gervaisii
        - sous-espèce Helictochloa gervaisii subsp. arundana
        - sous-espèce Helictochloa gervaisii subsp. gervaisii

      - Helictochloa hackelii
      - Helictochloa hookeri
        - sous-espèce Helictochloa hookeri subsp. schelliana

      - Helictochloa laevis
      - Helictochloa lusitanica
      - Helictochloa marginata
      - Helictochloa murcica
      - Helictochloa planiculmis
      - Helictochloa praeusta
      - Helictochloa pratensis
        - sous-espèce Helictochloa pratensis subsp. amethystea
        - sous-espèce Helictochloa pratensis subsp. iberica
        - sous-espèce Helictochloa pratensis subsp. pratensis
        - sous-espèce Helictochloa pratensis subsp. aff. pratensis GW-2014

      - Helictochloa pruinosa
      - Helictochloa versicolor
        - sous-espèce Helictochloa versicolor subsp. versicolor

    - genre Molineriella
      - Molineriella laevis

    - genre Periballia
      - Periballia involucrata

  - sous-tribu des Ammochloinae
    - genre Ammochloa
      - Ammochloa palaestina

  - sous-tribu des Coleanthinae
    - genre Catabrosa
      - Catabrosa aquatica
      - Catabrosa capusii
      - Catabrosa drakensbergense
      - Catabrosa werdermannii

    - genre Catabrosella
      - Catabrosella araratica
      - Catabrosella humilis
      - Catabrosella subornata
      - Catabrosella variegata
        - sous-espèce Catabrosella variegata subsp. variegata

    - genre Coleanthus
      - Coleanthus subtilis

    - genre Colpodium
      - Colpodium chionogeiton
      - Colpodium hedbergii
      - Colpodium versicolor

    - genre Hyalopoa
      - Hyalopoa lanatiflora
      - Hyalopoa pontica

    - genre Paracolpodium
      - Paracolpodium altaicum
      - Paracolpodium tzvelevii

    - genre Phippsia
      - Phippsia algida
        - sous-espèce Phippsia algida subsp. concinna

    - genre Pseudosclerochloa
    - genre Puccinellia
      - Puccinellia alaskana
      - Puccinellia andersonii
      - Puccinellia angustata
      - Puccinellia arctica
      - Puccinellia banksiensis
      - Puccinellia borealis
      - Puccinellia bruggemannii
      - Puccinellia capillaris
      - Puccinellia chinampoensis
      - Puccinellia ciliata
      - Puccinellia deschampsioides
      - Puccinellia distans
      - Puccinellia fasciculata
      - Puccinellia festuciformis
      - Puccinellia frigida
      - Puccinellia glaucescens
      - Puccinellia hauptiana
      - Puccinellia interior
      - Puccinellia kengiana
      - Puccinellia lemmonii
      - Puccinellia longior
      - Puccinellia magellanica
      - Puccinellia maritima
      - Puccinellia nutkaensis
      - Puccinellia nuttalliana
      - Puccinellia parishii
      - Puccinellia perlaxa
      - Puccinellia phryganodes
      - Puccinellia pumila
      - Puccinellia pusilla
      - Puccinellia rupestris
      - Puccinellia stricta
      - Puccinellia tenella
        - sous-espèce Puccinellia tenella subsp. langeana
        - sous-espèce Puccinellia tenella subsp. tenella

      - Puccinellia tenuiflora
      - Puccinellia vaginata
      - Puccinellia vahliana
      - Puccinellia vassica
      - Puccinellia walkeri
        - sous-espèce Puccinellia walkeri subsp. chathamica

      - Puccinellia wrightii

    - genre Sclerochloa
      - Sclerochloa dura

    - genre Zingeria
      - Zingeria biebersteiniana
        - sous-espèce Zingeria biebersteiniana subsp. trichopoda

      - Zingeria kochii
      - Zingeria pisidica

  - sous-tribu des Cynosurinae
    - genre Cynosurus
      - Cynosurus cristatus
      - Cynosurus echinatus
      - Cynosurus elegans

  - sous-tribu des Dactylidinae
    - genre Dactylis
      - Dactylis glomerata
        - sous-espèce Dactylis glomerata subsp. glomerata
        - sous-espèce Dactylis glomerata subsp. hackelii
        - sous-espèce Dactylis glomerata subsp. hispanica

      - Dactylis juncinella
      - Dactylis marina

    - genre Lamarckia
      - Lamarckia aurea

  - sous-tribu des Holcinae
    - genre Deschampsia
      - Deschampsia anadyrensis
      - Deschampsia antarctica
      - Deschampsia berteroana
      - Deschampsia brevifolia
      - Deschampsia cespitosa
        - sous-espèce Deschampsia cespitosa subsp. borealis
        - sous-espèce Deschampsia cespitosa subsp. bottnica
        - sous-espèce Deschampsia cespitosa subsp. cespitosa
          - variété Deschampsia cespitosa var. alpina

      - Deschampsia chapmanii
      - Deschampsia christophersenii
      - Deschampsia danthonioides
      - Deschampsia elongata
      - Deschampsia foliosa
      - Deschampsia kingii
      - Deschampsia klossii
      - Deschampsia laxa
      - Deschampsia maderensis
      - Deschampsia mejlandii
      - Deschampsia nubigena
      - Deschampsia obensis
      - Deschampsia parvula
      - Deschampsia patula
      - Deschampsia setacea
      - Deschampsia sukatschewii
      - Deschampsia tenella
      - Deschampsia venustula

    - genre Holcus
      - Holcus annuus
      - Holcus azoricus
      - Holcus gayanus
      - Holcus lanatus
      - Holcus mollis
      - Holcus rigidus

    - genre Vahlodea
      - Vahlodea atropurpurea
        - sous-espèce Vahlodea atropurpurea subsp. paramushirensis

  - sous-tribu des Loliinae
    - genre Castellia
      - Castellia tuberculosa

    - genre Ctenopsis
    - genre Dielsiochloa
      - Dielsiochloa floribunda

    - genre Festuca
      - Festuca abyssinica
      - Festuca actae
      - Festuca africana
      - Festuca agustinii
      - Festuca aloha
      - Festuca alpina
      - Festuca altaica
      - Festuca altissima
      - Festuca amethystina
      - Festuca ampla
      - Festuca amplissima
      - Festuca andicola
      - Festuca aragonensis
      - Festuca arenaria
      - Festuca argentina
      - Festuca arietina
      - Festuca arizonica
      - Festuca armoricana
      - Festuca arundinacea
        - sous-espèce Festuca arundinacea subsp. arundinacea
        - sous-espèce Festuca arundinacea subsp. atlantigena
        - sous-espèce Festuca arundinacea subsp. cirtensis
        - sous-espèce Festuca arundinacea subsp. corsica
        - sous-espèce Festuca arundinacea subsp. fenas
        - sous-espèce Festuca arundinacea subsp. uechtritziana

      - Festuca arvernensis
        - sous-espèce Festuca arvernensis subsp. costei

      - Festuca asperula
      - Festuca baetica
      - Festuca baffinensis
      - Festuca borderii
      - Festuca brachyphylla
        - sous-espèce Festuca brachyphylla subsp. brachyphylla

      - Festuca breviglumis
      - Festuca brevipila
      - Festuca brevissima
      - Festuca burnatii
      - Festuca californica
      - Festuca calligera
      - Festuca camusiana
      - Festuca capillifolia
      - Festuca carpathica
      - Festuca chimborazensis
      - Festuca circummediterranea
      - Festuca clementei
      - Festuca cochabambana
      - Festuca coerulescens
      - Festuca contracta
      - Festuca coromotensis
      - Festuca coxii
      - Festuca cundinamarcae
      - Festuca curvifolia
      - Festuca cuzcoensis
      - Festuca dalmatica
      - Festuca deflexa
      - Festuca delicatula
      - Festuca dichoclada
      - Festuca dimorpha
      - Festuca donax
      - Festuca drymeja
      - Festuca durandoi
      - Festuca edlundiae
      - Festuca elata
      - Festuca elegans
        - sous-espèce Festuca elegans subsp. merinoi

      - Festuca elviae
      - Festuca eskia
      - Festuca extremiorientalis
      - Festuca filiformis
      - Festuca flacca
      - Festuca font-queri
      - Festuca fragilis
      - Festuca francoi
      - Festuca frigida
      - Festuca gautieri
      - Festuca gigantea
      - Festuca glacialis
      - Festuca glauca
      - Festuca glaucescens
      - Festuca glumosa
      - Festuca gracilior
      - Festuca guestphalica
      - Festuca halleri
      - Festuca hallii
      - Festuca hephaestophila
      - Festuca heterophylla
        - sous-espèce Festuca heterophylla subsp. heterophylla

      - Festuca hintoniana
      - Festuca hyperborea
      - Festuca hystrix
      - Festuca iberica
      - Festuca idahoensis
      - Festuca idahoensis × Festuca ovina
      - Festuca idahoensis × Festuca roemeri
      - Festuca indigesta
      - Festuca intercedens
      - Festuca javorkae
      - Festuca jubata
      - Festuca juncifolia
      - Festuca kolymensis
      - Festuca laevigata
      - Festuca lasto
      - Festuca lemanii
      - Festuca lenensis
      - Festuca letourneuxiana
      - Festuca ligulata
      - Festuca longiauriculata
      - Festuca longifolia
      - Festuca longivaginata
      - Festuca luciarum
      - Festuca madida
      - Festuca mairei
      - Festuca marginata
        - variété Festuca marginata var. alopecuroides

      - Festuca matthewsii
        - sous-espèce Festuca matthewsii subsp. aquilonia
        - sous-espèce Festuca matthewsii subsp. latifundii
        - sous-espèce Festuca matthewsii subsp. matthewsii
        - sous-espèce Festuca matthewsii subsp. pisamontis

      - Festuca mediterranea
      - Festuca melanopsis
      - Festuca modesta
      - Festuca molokaiensis
      - Festuca muelleri
      - Festuca multinodis
      - Festuca nardifolia
      - Festuca nevadensis
        - variété Festuca nevadensis var. gaetula
        - variété Festuca nevadensis var. nevadensis

      - Festuca nigrescens
        - sous-espèce Festuca nigrescens subsp. nigrescens

      - Festuca norica
      - Festuca novaezealandiae
      - Festuca obturbans
      - Festuca occidentalis
      - Festuca orthophylla
      - Festuca ovina
        - variété Festuca ovina var. brevifolia
        - variété Festuca ovina var. ovina

      - Festuca pallens
        - sous-espèce Festuca pallens subsp. pallens

      - Festuca panciciana
      - Festuca paniculata
        - sous-espèce Festuca paniculata subsp. baetica
          - variété Festuca paniculata var. moleroi

        - sous-espèce Festuca paniculata subsp. paniculata
        - sous-espèce Festuca paniculata subsp. paui
        - sous-espèce Festuca paniculata subsp. spadicea

      - Festuca parodiana
      - Festuca parvigluma
      - Festuca patula
      - Festuca petraea
      - Festuca picoeuropeana
      - Festuca plebeia
      - Festuca plicata
      - Festuca polesica
      - Festuca pratensis
        - sous-espèce Festuca pratensis subsp. apennina

      - Festuca prolifera
      - Festuca pseudeskia
      - Festuca pseudodalmatica
      - Festuca pseudoeskia
      - Festuca pseudolaxa
      - Festuca pseudovina
      - Festuca pulchella
        - sous-espèce Festuca pulchella subsp. jurana
        - sous-espèce Festuca pulchella subsp. pulchella

      - Festuca purpurascens
      - Festuca pyrenaica
      - Festuca quadriflora
      - Festuca queriana
      - Festuca richardsonii
      - Festuca rifana
      - Festuca rigescens
      - Festuca rivas-martinezii
        - sous-espèce Festuca rivas-martinezii subsp. rectifolia
        - sous-espèce Festuca rivas-martinezii subsp. rivas-martinezii

      - Festuca rivularis
      - Festuca roemeri
      - Festuca rothmaleri
      - Festuca rubra
        - sous-espèce Festuca rubra subsp. arctica
        - sous-espèce Festuca rubra subsp. commutata
        - sous-espèce Festuca rubra subsp. fallax
        - sous-espèce Festuca rubra subsp. juncea
        - sous-espèce Festuca rubra subsp. littoralis
        - sous-espèce Festuca rubra subsp. pruinosa
        - sous-espèce Festuca rubra subsp. rubra

      - Festuca rupicaprina
      - Festuca rupicola
      - Festuca salzmannii
      - Festuca saximontana
      - Festuca scabra
      - Festuca scabriculmis
      - Festuca scariosa
      - Festuca sclerophylla
      - Festuca simensis
      - Festuca spadicea
      - Festuca spectabilis
      - Festuca stricta
      - Festuca subantarctica
      - sous-genre Festuca subg. Vulpia
        - Festuca alopecuros
        - Festuca australis
        - Festuca brevis
        - Festuca bromoides
        - Festuca fasciculata
        - Festuca geniculata
        - Festuca membranacea
        - Festuca microstachys
        - Festuca muralis
        - Festuca myuros
          - forme Festuca myuros f. myuros

        - Festuca octoflora
        - Festuca sicula
        - Festuca unilateralis
        - Vulpia ciliata
        - Vulpia fontquerana

      - Festuca subulata
        - variété Festuca subulata var. japonica

      - Festuca subuliflora
      - Festuca subverticillata
      - Festuca summilusitana
      - Festuca tatrae
      - Festuca thurberi
      - Festuca tolucensis
      - Festuca trachyphylla
      - Festuca trichophylla
        - sous-espèce Festuca trichophylla subsp. asperifolia
        - sous-espèce Festuca trichophylla subsp. scabrescens
        - sous-espèce Festuca trichophylla subsp. trichophylla

      - Festuca triflora
      - Festuca ulochaeta
      - Festuca ultramafica
      - Festuca vaginalis
      - Festuca vaginata
        - sous-espèce Festuca vaginata subsp. vaginata

      - Festuca valentina
      - Festuca valesiaca
      - Festuca violacea
      - Festuca vivipara
      - Festuca viviparoidea
        - sous-espèce Festuca viviparoidea subsp. viviparoidea

      - Festuca wagneri
      - Festuca yalaensis

    - genre Leucopoa
      - Leucopoa kingii

    - genre Lolium
      - Lolium canariense
      - Lolium edwardii
      - Lolium italicum
      - Lolium loliaceum
      - Lolium lowei
      - Lolium multiflorum
      - Lolium multiflorum × Lolium perenne
      - Lolium perenne
        - sous-espèce Lolium perenne subsp. perenne

      - Lolium persicum
      - Lolium remotum
      - Lolium rigidum
      - Lolium subulatum
      - Lolium temulentum
        - forme Lolium temulentum f. arvense

      - Lolium ×hybridum

    - genre Megalachne
      - Megalachne berteroniana
      - Megalachne masafuerana

    - genre Micropyrum
      - Micropyrum patens
      - Micropyrum tenellum

    - genre Narduroides
    - genre Podophorus
      - Podophorus bromoides

    - genre Psilurus
      - Psilurus incurvus

    - genre Schedonorus
    - genre Wangenheimia
    - genre ×Festulolium
      - Festuca glaucescens × Lolium multiflorum
      - ×Festulolium braunii
      - ×Festulolium holmbergii
      - Festuca × Lolium sp. DK-2010

  - sous-tribu des Miliinae
    - genre Milium
      - Milium effusum
        - sous-espèce Milium effusum subsp. effusum

      - Milium schmidtianum
      - Milium transcaucasicum
      - Milium vernale

  - sous-tribu des Parapholiinae
    - genre Catapodium
      - Catapodium marinum
      - Catapodium rigidum
        - sous-espèce Catapodium rigidum subsp. rigidum

    - genre Cutandia
      - Cutandia maritima
      - Cutandia memphitica

    - genre Desmazeria
      - Desmazeria philistaea
      - Desmazeria sicula

    - genre Hainardia
      - Hainardia cylindrica

    - genre Parapholis
      - Parapholis filiformis
      - Parapholis incurva
      - Parapholis strigosa

    - genre Sphenopus
      - Sphenopus divaricatus

    - genre Vulpiella
      - Vulpiella stipoides

  - sous-tribu des Poinae
    - genre Alopecurus
      - Alopecurus aequalis
      - Alopecurus arundinaceus
      - Alopecurus brachystachyus
      - Alopecurus bulbosus
      - Alopecurus davisii
      - Alopecurus geniculatus
      - Alopecurus gerardii
      - Alopecurus glacialis
      - Alopecurus glaucus
      - Alopecurus hitchcockii
      - Alopecurus japonicus
      - Alopecurus lanatus
      - Alopecurus magellanicus
      - Alopecurus myosuroides
      - Alopecurus ponticus
      - Alopecurus pratensis
      - Alopecurus saccatus
      - Alopecurus stejnegeri
      - Alopecurus textilis
      - Alopecurus vaginatus

    - genre Aniselytron
      - Aniselytron treutleri

    - genre Apera
      - Apera baytopiana
      - Apera intermedia
      - Apera interrupta
      - Apera spica-venti
      - Apera triaristata

    - genre Aphanelytrum
      - Aphanelytrum peruvianum
      - Aphanelytrum procumbens

    - genre Arctagrostis
      - Arctagrostis latifolia
        - sous-espèce Arctagrostis latifolia subsp. arundinacea
        - sous-espèce Arctagrostis latifolia subsp. latifolia

    - genre Arctophila
      - Arctophila fulva

    - genre Arctopoa
      - Arctopoa eminens
      - Arctopoa schischkinii
      - Arctopoa subfastigiata
      - Arctopoa tibetica
      - Arctopoa trautvetteri

    - genre Beckmannia
      - Beckmannia eruciformis
      - Beckmannia syzigachne

    - genre Cinna
      - Cinna arundinacea
      - Cinna latifolia

    - genre Cornucopiae
      - Cornucopiae cucullatum

    - genre Cyathopus
      - Cyathopus sikkimensis

    - genre Dupontia
      - Dupontia fisheri
        - sous-espèce Dupontia fisheri subsp. pelligera
        - sous-espèce Dupontia fisheri subsp. psilosantha

    - genre Dupontiopsis
      - Dupontiopsis hayachinensis

    - genre Eremopoa
    - genre Gaudinopsis
      - Gaudinopsis macra

    - genre Hookerochloa
      - Hookerochloa eriopoda
      - Hookerochloa hookeriana

    - genre Libyella
    - genre Limnas
      - Limnas malyschevii
      - Limnas stelleri

    - genre Lindbergella
    - genre Nephelochloa
      - Nephelochloa orientalis

    - genre Nicoraepoa
      - Nicoraepoa andina
      - Nicoraepoa chonotica
      - Nicoraepoa pugionifolia
      - Nicoraepoa robusta
      - Nicoraepoa subenervis
        - sous-espèce Nicoraepoa subenervis subsp. spegazziniana
        - sous-espèce Nicoraepoa subenervis subsp. subenervis

    - genre Phleum
      - Phleum alpinum
      - Phleum arenarium
      - Phleum crypsoides
      - Phleum exaratum
      - Phleum hirsutum
      - Phleum montanum
      - Phleum paniculatum
      - Phleum phleoides
      - Phleum pratense
        - sous-espèce Phleum pratense subsp. bertolonii

      - Phleum rhaeticum
      - Phleum subulatum

    - genre Pholiurus
      - Pholiurus pannonicus

    - genre Poa
      - non-classé Dissanthelium
        - Poa amplivaginata
        - Poa arcuata
        - Poa calycina
          - variété Poa calycina var. mathewsii

        - Poa congesta
        - Poa gigantea
        - Poa linearifolia
        - Poa macusaniensis
        - Poa parvifolia
        - Poa rauhii
        - Poa serpaiana
        - Poa swallenii
        - Poa thomasii
        - Poa trollii

      - Poa abbreviata
        - sous-espèce Poa abbreviata subsp. abbreviata

      - Poa acicularifolia
        - sous-espèce Poa acicularifolia subsp. acicularifolia
        - sous-espèce Poa acicularifolia subsp. ophitalis

      - Poa acinaciphylla
      - Poa acroleuca
      - Poa aequigluma
      - Poa affinis
      - Poa alpina
        - sous-espèce Poa alpina subsp. fallax
        - variété Poa alpina subsp. vivipara
        - variété Poa alpina var. alpina

      - Poa alsodes
      - Poa ammophila
      - Poa amplexicaulis
      - Poa anae
      - Poa anceps
        - sous-espèce Poa anceps subsp. anceps
        - sous-espèce Poa anceps subsp. polyphylla

      - Poa annua
        - sous-espèce Poa annua subsp. pilantha

      - Poa arachnifera
      - Poa arachnifera × Poa pratensis
      - Poa arctica
        - sous-espèce Poa arctica subsp. arctica
        - sous-espèce Poa arctica subsp. caespitans
        - sous-espèce Poa arctica subsp. lanata
        - variété Poa arctica var. vivipara

      - Poa arida
      - Poa asperiflora
      - Poa astonii
      - Poa atropidiformis
      - Poa attenuata
      - Poa autumnalis
      - Poa badensis
      - Poa billardierei
      - Poa bolanderi
      - Poa botryoides
      - Poa bradei
      - Poa breviglumis
      - Poa buchanani
      - Poa bulbosa
        - sous-espèce Poa bulbosa subsp. bulbosa
        - sous-espèce Poa bulbosa subsp. vivipara
        - variété Poa bulbosa var. bulbosa

      - Poa burmanica
      - Poa candamoana
      - Poa cenisia
      - Poa chaixii
      - Poa chapmaniana
      - Poa chathamica
      - Poa cheelii
      - Poa cita
      - Poa clelandii
      - Poa clivicola
      - Poa cockayneana
      - Poa colensoi
      - Poa compressa
      - Poa cookii
      - Poa costiniana
      - Poa crassicaudex
      - Poa crassicaulis
      - Poa crassipes
      - Poa curtifolia
      - Poa cusickii
        - sous-espèce Poa cusickii subsp. pallida

      - Poa cyrenaica
      - Poa densa
      - Poa dentigluma
      - Poa deylii
      - Poa diaphora
      - Poa dipsacea
      - Poa dissanthelioides
      - Poa dolosa
      - Poa drummondiana
      - Poa eigii
      - Poa ensiformis
      - Poa fawcettiae
      - Poa fax
      - Poa fendleriana
      - Poa fibrifera
      - Poa flabellata
      - Poa flexuosa
      - Poa foliosa
      - Poa fordeana
      - Poa gilgiana
      - Poa glauca
        - sous-espèce Poa glauca subsp. glauca

      - Poa granitica
      - Poa gunnii
      - Poa gymnantha
      - Poa halmaturina
      - Poa hartzii
        - sous-espèce Poa hartzii subsp. hartzii
        - sous-espèce Poa hartzii subsp. vrangelica

      - Poa helmsii
      - Poa hesperia
      - Poa hiemata
      - Poa hisauchii
      - Poa hohenackeri
      - Poa holciformis
      - Poa homomalla
      - Poa hookeri
      - Poa horridula
      - Poa hothamensis
        - variété Poa hothamensis var. hothamensis
        - variété Poa hothamensis var. parviflora

      - Poa howellii
      - Poa huancavelicae
      - Poa humillima
      - Poa hybrida
      - Poa iberica
      - Poa imbecilla
      - Poa inconspicua
      - Poa incrassata
      - Poa induta
      - Poa infirma
      - Poa insignis
      - Poa interior
      - Poa intrusa
      - Poa ircutica
      - Poa iridifolia
      - Poa jugicola
      - Poa kamczatensis
      - Poa kelloggii
      - Poa kerguelensis
      - Poa keysseri
        - variété Poa keysseri var. brassii

      - Poa khokhrjakovii
      - Poa kirkii
      - Poa koksuensis
      - Poa kurtzii
      - Poa labillardierei
        - variété Poa labillardierei var. acris
        - variété Poa labillardierei var. labillardierei

      - Poa laetevirens
      - Poa langtangensis
      - Poa languidior
      - Poa laxa
        - sous-espèce Poa laxa subsp. fernaldiana
        - sous-espèce Poa laxa subsp. flexuosa

      - Poa lepidula
      - Poa leptoclada
      - Poa leptocoma
      - Poa lettermanii
      - Poa ligulata
      - Poa lima
      - Poa lindebergii
      - Poa lindsayi
      - Poa litorosa
      - Poa longifolia
      - Poa lowanensis
      - Poa macrantha
      - Poa macrocalyx
      - Poa marcida
      - Poa margilicola
      - Poa marshallii
      - Poa matsumurae
      - Poa matthewsii
      - Poa media
      - Poa meionectes
      - Poa minor
      - Poa molinerii
      - Poa mollis
      - Poa morrisii
      - Poa multinodis
      - Poa muricata
      - Poa nemoralis
      - Poa nervosa
      - Poa nivicola
      - Poa novae-zelandiae
      - Poa occidentalis
      - Poa orba
      - Poa orthoclada
      - Poa palustris
      - Poa pannonica
      - Poa paucispicula
      - Poa pearsonii
      - Poa perligulata
      - Poa perrieri
      - Poa persica
      - Poa petrophila
      - Poa phillipsiana
      - Poa physoclina
      - Poa pilata
      - Poa pirinica
      - Poa planifolia
      - Poa platyantha
      - Poa poiformis
        - variété Poa poiformis var. poiformis
        - variété Poa poiformis var. ramifera

      - Poa polycolea
      - Poa porphyroclados
      - Poa porsildii
      - Poa pratensis
        - sous-espèce Poa pratensis subsp. alpigena
        - sous-espèce Poa pratensis subsp. angustifolia
        - sous-espèce Poa pratensis subsp. colpodea
        - sous-espèce Poa pratensis subsp. irrigata
        - sous-espèce Poa pratensis subsp. pratensis

      - Poa pseudoabbreviata
      - Poa psychrophila
      - Poa pubinervis
      - Poa ramosissima
      - Poa reflexa
      - Poa remota
      - Poa riphaea
      - Poa rivas-martinezii
      - Poa rodwayi
      - Poa sallacustris
      - Poa saltuensis
        - sous-espèce Poa saltuensis subsp. languida

      - Poa sandbergii
      - Poa scaberula
      - Poa secunda
        - sous-espèce Poa secunda subsp. juncifolia
        - sous-espèce Poa secunda subsp. secunda

      - Poa secunda × Poa pratensis
      - Poa sejuncta
      - Poa sergievskajae
      - Poa sibirica
        - sous-espèce Poa sibirica subsp. sibirica

      - Poa sichotensis
      - Poa sieberiana
        - variété Poa sieberiana var. cyanophylla
        - variété Poa sieberiana var. hirtella
        - variété Poa sieberiana var. sieberiana

      - Poa sikkimensis
      - Poa sinaica
      - Poa sintenisii
      - Poa smirnowii
        - sous-espèce Poa smirnowii subsp. mariae

      - Poa sobolevskiana
      - Poa songarica
      - Poa spania
      - Poa sphondylodes
      - Poa stenantha
      - Poa stiriaca
      - Poa stuckertii
      - Poa sublanata
      - Poa subspicata
      - Poa subvestita
      - Poa sudicola
      - Poa supina
      - Poa sylvestris
      - Poa tanfiljewii
      - Poa tenera
      - Poa thessala
      - Poa tianschanica
      - Poa trichophylla
      - Poa trinervis
      - Poa trivialis
        - sous-espèce Poa trivialis subsp. sylvicola
        - variété Poa trivialis var. trivialis

      - Poa umbricola
      - Poa urjanchaica
      - Poa ursina
      - Poa urssulensis
        - variété Poa urssulensis var. kanboensis

      - Poa veresczaginii
      - Poa versicolor
      - Poa violacea
        - sous-espèce Poa violacea subsp. aetnensis

      - Poa wheeleri
      - Poa wolfii
      - Poa ×jemtlandica
      - Poa ×nannfeldtii
      - Poa xenica
      - non-classé Tovarochloa
        - Poa apiculata

    - genre Saxipoa
      - Saxipoa saxicola

    - genre Simplicia
      - Simplicia buchananii
      - Simplicia laxa

    - genre Sylvipoa
      - Sylvipoa queenslandica

    - genre Ventenata
      - Ventenata dubia

  - sous-tribu des Scolochloinae
    - genre Dryopoa
      - Dryopoa dives

    - genre Scolochloa
      - Scolochloa festucacea

  - sous-tribu des Sesleriinae
    - genre Echinaria
      - Echinaria capitata

    - genre Mibora
      - Mibora minima

    - genre Oreochloa
      - Oreochloa confusa
      - Oreochloa disticha

    - genre Sesleria
      - Sesleria albicans
      - Sesleria argentea
      - Sesleria autumnalis
      - Sesleria caerulea
      - Sesleria insularis
      - Sesleria ovata
      - Sesleria sphaerocephala
      - Sesleria tenerrima

  - non-classé Poeae Chloroplast Group 2 incertae sedis
    - genre Avenula
      - Avenula pubescens
- sous-tribu des Puccinelliinae
- non-classé unclassified Poeae
  - genre Bellardiochloa
    - Bellardiochloa carica
    - Bellardiochloa polychroa
    - Bellardiochloa variegata
    - Bellardiochloa violacea
      - sous-espèce Bellardiochloa violacea subsp. aetnensis

  - genre Micropyropsis
    - Micropyropsis tuberosa

  - genre Pseudarrhenatherum
    - Pseudarrhenatherum longifolium

  - genre Scribneria
    - Scribneria bolanderi

  - genre Trisetopsis
    - Trisetopsis angusta
    - Trisetopsis barbata
    - Trisetopsis capensis
    - Trisetopsis dodii
    - Trisetopsis elongata
    - Trisetopsis friesiorum
    - Trisetopsis galpinii
    - Trisetopsis hirtula
    - Trisetopsis imberbis
    - Trisetopsis lachnantha
    - Trisetopsis leonina
    - Trisetopsis longa
    - Trisetopsis longifolia
    - Trisetopsis mannii
    - Trisetopsis milanjiana
    - Trisetopsis namaquensis
    - Trisetopsis natalensis
    - Trisetopsis rogerellisii
    - Trisetopsis roggeveldensis
    - Trisetopsis umbrosa

## Synonymes
Selon Robert Soreng et al. (2015) :
- Agrostideae Martinov [1820]
- Agrostidieae Dumort. [1824]
- Airopsideae Gren. & Godr. [1855]
- Alopecureae W.D.J. Koch [1837]
- Anthoxantheae Link ex Endl. [1830]
- Aveneae Dumort. [1824]
- Beckmannieae Nevski [1937]
- Calamagrostideae Trin. [1824]
- Cinneae Ohwi [1941]
- Coleantheae Husn. [1896]
- Cynosureae Dumort. [1824]
- Dupontieae A. Löve & D. Löve, [1961, nom. nud.]
- Festuceae Dumort. [1824]
- Gaudinieae Rouy [1913]
- Graphephoreae (Asch. & Graebn.) Hyl. [1953]
- Hainardieae Greuter [1967]
- Holceae J. Presl [1846]
- Lolieae Link ex Endl. [1830]
- Koelerieae Schur [1866, nom. nud.]
- Milieae Link ex Endl. [1830]
- Phalarideae Kunth [1829]
- Phleeae Dumort. [1824]
- Scolochloeae' Tzvelev [1968]
- Seslerieae W.D.J. Koch [1837]
- Triseteae Gren. & Godr. [1855]
- Vilfeae Trin. [1824])